# 鬼ノ哭ク邦
『鬼ノ哭ク邦』（オニノナククニ、英：Oninaki）は、スクウェア・エニックスより2019年8月22日に発売されたゲームソフト。Nintendo Switch・PlayStation 4・PC（Steam配信）のマルチプラットフォーム。

## 概要
スクウェア・エニックスの新規IPによるRPG。内容は「死」と「輪廻転生」をテーマとした和風ファンタジー調の世界観によるアクションRPGで、異なる仕様を持つ2層構造のフィールドシステムや状況によりパートナーを使い分ける自由度と戦略性を持たせた戦闘システムを特徴とし、ゲームデザイン面ではハックアンドスラッシュの要素も取り入れられている。
開発はスクウェア・エニックス子会社である「Tokyo RPG Factory」が行い、同社が過去に制作した『いけにえと雪のセツナ』『LOST SPHEAR』に続く「Project SETSUNA」の第3弾タイトルとなるが、ゲームジャンルは前2作と異なりアクションRPGとなっている。

## ストーリー
輪廻転生のために未練を抱いて幽リ世に留まる迷イ人を成仏させる逝ク人守リの一人であるカガチは、ある日リンネという迷イ人の少女と彼女の命を付け狙う黒夜叉と遭遇する。それがこの邦の過去に起こった事や、輪廻転生の真実を知る事になり、ある出来事でカガチの魂が過去に遡り、後に黒夜叉と呼ばれるようになるソウジュ自身となる。

## 登場キャラクター

### メインキャラクター
カガチ (Kagachi)
声 - 橋詰知久
本作の主人公。幼少に両親を亡くし、輪廻転生の理を体現する逝ク人守リである少年。
リンネ (Linne)
声 - 三上枝織
本作のヒロイン。幼少にカガチと出会っている迷イ人の少女。企画段階では母親という設定だった。
クシ (Kushi)
声 - 小山剛志
マユラの父親で、カガチの育ての親でもある男性。優秀な逝ク人守リで、若者を導いている。
マユラ (Mayura)
声 - Lynn
クシの娘で、カガチの幼馴染でもある少女。彼女も逝ク人守リで、他者との繋がりを大切にしている。

### 鬼ビ人
アイシャ (Aisha)
声 - 大空直美
カガチが最初に契約した鬼ビ人。対応武器は刀。
ザーフ (Zaav)
声 - 赤羽根健治
対応武器は槍。
ウィル (Wil)
声 - 代永翼
対応武器は斧。
ディーア (Dia)
声 - 佐藤聡美
対応武器は弩（クロスボウ）と銃。
イザナ (Izana)
声 - 豊口めぐみ
元々はマユラが契約していた鬼ビ人。対応武器は鎌。
リガン (Rigan)
声 - 阿部敦
対応武器は双剣。
ガウォード (Gavod)
声 - 置鮎龍太郎
元々はクシが契約していた鬼ビ人。対応武器は盾砲。
トレイズ (Treize)
声 - 程嶋しづマ
対応武器は鎖。
ルシカ (Lucika)
声 - 桑島法子
対応武器は格闘。
ゼファー (Zephyr)
声 - 江川央生
巨大な狼の姿をした鬼ビ人。対応武器はゼファー自身の爪と牙。
ジェクス (Jex)
アップデートにて追加された全ての鬼ビ人の必殺技を使える異形の鬼ビ人。対応武器は晶炉。

### 敵対者
ロベリア (Lobelia)
声 - 田中敦子

レイオウ (Reiou / Leo)
声 - 白熊寛嗣

黒夜叉 / ソウジュ (Soju)
声 - 橋詰知久

鬼巫女 / サラ (Sara)
声 - 三上枝織

## ゲームシステム
鬼ビ人

現シ世（ウツシヨ）と幽リ世（カクリヨ）

## 設定・世界観
逝ク人守リ（イクトモリ）

鬼ビ人（オニビト）

迷イ人（マヨイト）

## 開発
本作のクリエイティブプロデューサーである時田貴司は最近マイルドな世界観のゲームが多いことに気がづき、それを逆手に取り、人の死や痛みを丁寧に描くことを思いついたと電撃オンラインとのインタビューの中で振り返っている。
また、ディレクターの橋本厚志は死を肯定するという本作の世界観や倫理観について、何かを参考にしたわけではなく、話し合った結果出来上がっただと電撃オンラインとのインタビューの中で説明している。
そのためには、世界観を物語の前半で示す必要があり、キャラクターの死亡シーンの度合いについては注意が払われた。
開発スタッフはプレイヤーがシナリオをただ読むだけということを良しとせず、自分で選択して物語を進めていくという方針をとった。
例えば、主人公が暴徒と化した民衆を殺さざるを得ない場面では、ムービーシーンで流すのではなく、プレイヤーが直接手を下すという手法が取られた。

## 反響
発売後、本作はユーザーたちの間で賛否両論を巻き起こし、特にシナリオについてはえぐいという評価が寄せられた。
また、日本国外のユーザーからは独特な世界観についても反響が起こった。
開発スタッフはこの反響について想定通りだとし、橋本はNPCとの会話に仕込まれた裏設定まで拾ってくれてうれしかったと電撃オンラインとのインタビューの中で話している。